# Герб Віли-де-Рей
Ге́рб Ві́ли-де-Ре́й — офіційний символ містечка Віла-де-Рей, Португалія. Використовується як територіальний герб. У срібному щиті португальський щиток, праворуч від якого червоний тамплієрський хрест, а ліворуч — червоний Христовий хрест. У червоній главі щита золота пальмова гілка. Внизу щита — три сині хвилясті смуги. Щит увінчує срібна мурована містечкова корона з чотирма вежами.  Під щитом біла стрічка, на якій великими літерами напис португальською: «Vila de Rei» (Віла-де-Рей).  Офіційно затверджений 2 травня 1939 року.  

## Галерея

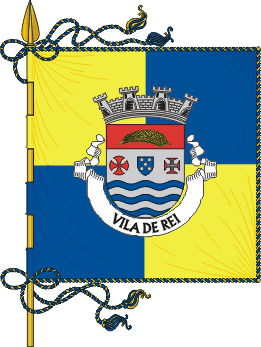
Прапор